# Carpelimus jayapurensis
Carpelimus jayapurensis – gatunek chrząszcza z rodziny kusakowatych i podrodziny kozubków.
Gatunek ten opisany został po raz pierwszy w 2020 roku przez Michaiła Gildienkowa na łamach „Russian Entomological Journal”. Jako lokalizację typową wskazano Genyem w kabupatenie Jayapura w indonezyjskiej prowincji Papua Zachodnia. Epitet gatunkowy odnosi się do miejsca typowego.
Chrząszcz o wydłużonym ciele długości 1,8 mm, lekko błyszczącym, ubarwionym ciemno- lub czarniawobrązowo z żółtobrązowymi odnóżami i nasadami czułków, porośniętym jasnymi i krótkimi szczecinkami. Głowa jest szersza niż dłuższa, u nasady szczególnie szeroka, w części szyjnej wyraźnie zwężona, drobno i gęsto punktowana, o zaokrąglonych skroniach, dwukrotnie dłuższych od nich, dużych i wypukłych oczach złożonych, zaopatrzona w dość krótkie czułki z członami od pierwszego do trzeciego wydłużonymi, czwartym i piątym słabo wydłużonymi, szóstym i siódmym tak długimi jak szerokimi, od ósmego do dziesiątego poprzecznymi, a jedenastym stożkowatym. Przedplecze jest drobno, delikatnie i gęsto punktowane, a na jego dysku znajduje się mały, podłużnie owalny wcisk w części środkowo-przedniej, para wcisków pośrodku i para szerokich, półksiężycowatych wcisków u podstawy, które to razem formują motylkowaty wzór. Boki przedplecza są na przedzie zaokrąglone, a dalej proste. Okrągłe, słabo zaznaczone wciski zdobią tarczkę. Pokrywy są pokryte drobnymi, delikatnymi i gęsto rozmieszczonymi punktami. Powierzchnia odwłoka jest delikatnie szagrynowana.
Owad endemiczny dla indonezyjskiej części Nowej Gwinei, znany tylko z kabupatenów Jayapura i Nbire. Spotykany na nizinach, na rzędnych od 50 do 150 m n.p.m.